# Klasika Primavera 2014
De 60e editie van de wielerwedstrijd Klasika Primavera werd gehouden op 13 april 2014. De start en finish vonden plaats in Amorebieta. De wedstrijd maakte deel uit van de UCI Europe Tour 2014, in de categorie 1.1. Vorig jaar won de Portugees Rui Costa. Dit jaar won de thuisrijder Peio Bilbao, die zijn eerste profzege behaalde door zijn medevluchter Gorka Izagirre te kloppen in een sprint.

## Deelnemende ploegen
| WorldTour | ProContinentaal        | Continentaal              |
| --------- | ---------------------- | ------------------------- |
| Movistar  | Caja Rural-Seguros RGA | Burgos-BH                 |
|           |                        | Euskadi                   |
|           |                        | Efapel-Glassdrive         |
|           |                        | Keith Mobel-Partisan      |
|           |                        | LBC-MVP Sports Foundation |
|           |                        | Lokosphinx                |
|           |                        | Louletano-Dunas Douradas  |
|           |                        | OFM-Quinta da Lixa        |
|           |                        | Rádio Popular             |
|           |                        | Team Ecuador              |

## Verloop
De aanloopfase van deze Noord-Spaanse eendagskoers werd gekleurd door een vlucht van negen renners. De ontsnapping bestond uit de Spanjaarden Enrique Sanz, Jon Larrinaga, Javier Aramendia, Pablo Torres en Ibai Salas, de Rus Dmitri Sokolov, de Ecuadoriaan José Ragonessi, de Portugees Filipe Cardoso en de Chileen Carlos Oyarzún.
Tijdens het tweede gedeelte moest de Montecalvo drie maal beklommen worden. Er ontstond een nieuwe kopgroep met de Spanjaarden Gorka Izagirre, David Belda en Peio Bilbao. In de slotfase lieten Izagirre en Bilbao hun medevluchter Belda achter zich. De twee - vorig jaar bij Euskaltel nog ploeggenoten - zouden samen gaan sprinten voor de zege. Bilbao bleek over de snelste benen te beschikken en boekte de eerste zege in zijn profcarrière.

## Uitslag
| Klasika Primavera 2014 |                     |                        |          |
| Plaats                 | Naam                | Ploeg                  | Tijd     |
| Winnaar                | Peio Bilbao         | Caja Rural-Seguros RGA | 3u57'31" |
| 2                      | Gorka Izagirre      | Movistar               | z.t.     |
| 3                      | David Belda         | Burgos-BH              | + 10"    |
| 4                      | Eduard Prades       | OFM-Quinta da Lixa     | + 53"    |
| 5                      | Miguel Mínguez      | Euskadi                | z.t.     |
| 6                      | Arkimedes Arguelyes | Lokosphinx             | z.t.     |
| 7                      | Fernando Grijalba   | Caja Rural-Seguros RGA | z.t.     |
| 8                      | Joni Brandão        | Efapel-Glassdrive      | z.t.     |
| 9                      | Amets Txurruka      | Caja Rural-Seguros RGA | z.t.     |
| 10                     | Beñat Intxausti     | Movistar               | z.t.     |
| 11                     | Jordi Simón         | Team Ecuador           | z.t.     |
| 12                     | César Fonte         | Rádio Popular          | z.t.     |
| 13                     | Arkaitz Durán       | OFM-Quinta da Lixa     | z.t.     |
| 14                     | Sergej Sjilov       | Lokosphinx             | z.t.     |
| 15                     | Omar Fraile         | Caja Rural-Seguros RGA | z.t.     |
| 16                     | Delio Fernández     | OFM-Quinta da Lixa     | z.t.     |
| 17                     | Garikoitz Bravo     | Efapel-Glassdrive      | z.t.     |
| 18                     | Marcos García       | Caja Rural-Seguros RGA | z.t.     |
| 19                     | Igor Merino         | Burgos-BH              | z.t.     |
| 20                     | Daniel Silva        | Rádio Popular          | z.t.     |

1946 · 1947 · 1948-1954 · 1955 · 1956 · 1957 · 1958 · 1959 · 1960 · 1961 · 1962 · 1963 · 1964 · 1965 · 1966 · 1967 · 1968 · 1969 · 1970 · 1971 · 1972 · 1973 · 1974 · 1975 · 1976 · 1977 · 1978 · 1979 · 1980 · 1981 · 1982 · 1983 · 1984 · 1985 · 1986 · 1987 · 1988 · 1989 · 1990 · 1991 · 1992 · 1993 · 1994 · 1995 · 1996 · 1997 · 1998 · 1999 · 2000 · 2001 · 2002 · 2003 · 2004 · 2005 · 2006 · 2007 · 2008 · 2009 · 2010 · 2011 · 2012 · 2013 · 2014 · 2015 · 2016 · 2017 · 2018 · 2019
Etappewedstrijden

 Ster van Bessèges ·
 Ronde van de Middellandse Zee ·
 Ruta del Sol ·
 Ronde van de Algarve ·
 Ronde van de Haut-Var ·
 Driedaagse van West-Vlaanderen ·
 Internationale Wielerweek ·
 Internationaal Wegcriterium ·
 Driedaagse van De Panne-Koksijde ·
 Ronde van de Sarthe ·
 Ronde van Trentino ·
 Ronde van Turkije ·
 Vierdaagse van Duinkerke ·
 Ronde van Azerbeidzjan ·
 Szlakiem Grodów Piastowskich ·
 Ronde van Castilië en León ·
 Ronde van Picardië ·
 Ronde van Noorwegen ·
 World Ports Classic ·
 Ronde van Beieren ·
 Ronde van België ·
 Tour des Fjords ·
 Ronde van Estland ·
 Ronde van Luxemburg ·
 Boucles de la Mayenne ·
 Ster ZLM Toer ·
 Ronde van Slovenië ·
 Route du Sud ·
 Ronde van Oostenrijk ·
 Sibiu Cycling Tour ·
 Ronde van Wallonië ·
 Ronde van Portugal ·
 Ronde van Denemarken ·
 Ronde van de Ain ·
 Ronde van Burgos ·
 Arctic Race of Norway ·
 Ronde van de Limousin ·
 Ronde van Poitou-Charentes ·
 Ronde van Groot-Brittannië ·
 Ronde van Gévaudan Languedoc-Roussillon ·
 Eurométropole Tour
Eendaagse wedstrijden

 GP La Marseillaise ·
 Grote Prijs van de Etruskische Kust ·
 Trofeo Palma ·
 Trofeo Ses Salines ·
 Trofeo Serra de Tramuntana ·
 Trofeo Platja de Muro ·
 Trofeo Laigueglia ·
 Ronde van Murcia ·
 Omloop Het Nieuwsblad ·
 Classic Sud Ardèche ·
 GP Lugano ·
 Clásica de Almería ·
 Kuurne-Brussel-Kuurne ·
 La Drôme Classic ·
 Le Samyn ·
 GP Città di Camaiore ·
 Strade Bianche ·
 Roma Maxima ·
 Ronde van Drenthe ·
 Dwars door Drenthe ·
 Nokere Koerse ·
 GP Nobili Rubinetterie ·
 Handzame Classic ·
 Classic Loire-Atlantique ·
 Grote Prijs van Cholet-Pays de Loire ·
 Dwars door Vlaanderen ·
 Route Adélie de Vitré ·
 Volta Limburg Classic ·
 Grote Prijs Miguel Indurain ·
 Ronde van La Rioja ·
 Scheldeprijs ·
 GP Cerami ·
 Klasika Primavera ·
 Parijs-Camembert ·
 Brabantse Pijl ·
 GP Denain ·
 Ronde van de Finistère ·
 Tro Bro Léon ·
 Ronde van Keulen ·
 La Roue Tourangelle ·
 Rund um den Finanzplatz Eschborn-Frankfurt ·
 Ronde van de Somme ·
 ProRace Berlin ·
 Grote Prijs van Plumelec ·
 Boucles de l'Aulne ·
 Ronde van Zeeland Seaports ·
 GP Kanton Aargau ·
 Ronde van Limburg ·
 Ronde van de Apennijnen ·
 Halle-Ingooigem ·
 Prueba Villafranca de Ordizia ·
 GP Industria & Artigianato-Larciano ·
 Ronde van Toscane ·
 Circuito de Getxo ·
 Polynormande ·
 RideLondon Classic ·
 GP Stad Zottegem ·
 Arnhem-Veenendaal Classic ·
 Châteauroux Classic de l'Indre ·
 Druivenkoers Overijse ·
 Brussels Cycling Classic ·
 GP Fourmies ·
 Ronde van de Doubs ·
 GP Jef Scherens ·
 Coppa Bernocchi ·
 GP van Wallonië ·
 Coppa Agostoni ·
 Ronde van de Drie Valleien ·
 Kampioenschap van Vlaanderen ·
 Grote Prijs Impanis-Van Petegem ·
 Memorial Marco Pantani ·
 GP Industria & Commercio di Prato ·
 GP van Isbergues ·
 Omloop van het Houtland ·
 Duo Normand ·
 Milaan-Turijn ·
 Ronde van het Münsterland ·
 Ronde van de Vendée ·
 Memorial Frank Vandenbroucke ·
 Coppa Sabatini ·
 Parijs-Bourges ·
 Ronde van Emilia ·
 Parijs-Tours ·
 GP Beghelli ·
 Nationale Sluitingsprijs ·
 Chrono des Nations